# Rozbiesz Sie
Rozbiesz Sie – polski zespół muzyczny grający muzykę w nurcie punk rocka, w szczególności w stylu punk '77. Założony został na początku marca 1994 r. w Rybniku. Zespół współtworzyli muzycy znani także z innych szeroko rozpoznawalnych kapel punkowych, takich jak przykładowo Bulbulators, Polska, Profanacja, Ramzes & The Hooligans. Zakończenie jego działalności miało miejsce w 2003 r., a próba jego reaktywacji z 2010 r. została przerwana po śmierci lidera Mirosława Pawła Bednorza.

## Historia
Zespół muzyczny Rozbiesz Sie założony został na początku marca 1994 r. w Rybniku. Od momentu jego założenia do końca czerwca 1994 r. zespół prowadził próby i tworzył kolejne utwory, tak że na koniec tego okresu miał już przygotowany materiał na swój debiutancki album muzyczny.
Jak podaje lider zespołu, Mirosław Paweł Bednorz, próby te odbywały się u niego w domu, były burzliwe ale i wesołe, połączone ze spożywaniem sporych ilości napojów alkoholowych, no i przede wszystkim głośne, co spowodowało, że jego sąsiedzi wielokrotnie wzywali policję z prośbą o interwencję, co jednak nie mogło odnieść skutku, bowiem zespół nie łamał taką działalnością prawa. Już 29 czerwca wymienionego roku formacja wchodzi do studia nagraniowego „Fors” mieszczącego się w Czeskim Cieszynie. Prace nad nagraniami trwały trzy dni. Tu także połączone były z imprezami suto zakrapianymi alkoholem. Niemiej udało się je doprowadzić do końca. A nawet dość niepodziewanie pojawiła się propozycja koncertu w klubie „Dziupla”. Padła ona jednak po wyjeździe perkusisty Adama, który zdążył już nagrać cały swój materiał. Mimo to zespół przyjął propozycję i wystąpił jako trio, oczywiście po pewnych przetasowaniach w kwestii funkcji poszczególnych członków i instrumentów muzycznych na których zagrali. Wynagrodzeniem za występ był obiad ufundowany członkom zespołu przez właściciela klubu.
Niestety po opisanej sesji nagraniowej grupa rozpadła się i zaprzestała działalności do marca 1995 r. Wówczas w tym samym składzie co poprzednio formacja zebrała się na krótko dając dwa koncerty w Rybniku – w lokalu o nazwie „Jarzębinka” i w domu kultury w Chwałowicach. Z tym drugim występem związane były zawirowania. Gry odmówił perkusista, którego z konieczności udało się zastąpić innym, ale „heavy metalowym”, który sobie nie poradził oraz trakcie koncertu ze sceny uciekł Tik-Tak, bowiem okazało się, że pozostałe wówczas występujące kapele to zespoły metalowe. Zespół po raz drugi rozpadł się.
Wyżej opisane wydarzenia doprowadziły ostatecznie do wydania debiutanckiego albumu zespołu, którego tytuł był taki sam jak nazwa grupy – „Rozbiesz Sie”. Ukazał się on w maju 1995 r. przy współpracy z wydawnictwem muzycznym „Szary Wilk”, prowadzonym przez Bogdana Szewczyka ("Zbuntowany"), między innymi lidera, basistę i wokalistę zespołu Polska, który zmarł kilka miesięcy późnej, we wrześniu tego właśnie roku, na wylew krwi do mózgu. Przy wydaniu kasety magnetofonowej zmienił on bez wiedzy muzyków niektóre ustalenia, grafikę, popełnił sporo błędów merytorycznych i publikacja ukazała się w takiej formie bez możliwości ich poprawienia.
Lider kapeli Mirosław Paweł Bednorz nie poddał się jednak i rozpoczął poszukiwanie nowego składu. Początkowo było to dwóch muzyków, on i Dygul. Do nich dołączyła Żarówa, która podczas kolejnych nagrań jakie odbyły się 14.10.1995 r. zaśpiewała w chórkach. Jednak obaj artyści doszli do wniosku, że tworzenie w tak okrojonym składzie nie ma sensu. Zebranie odpowiednich muzyków do kolejnego składu udało się w marcu 1996 r. W tym okresie grupa zagrała 21.04.1996 r. w „Barze u Sety” (Chwałowice w Rybniku). Był to bardzo udany koncert z salą całkowicie wypełnioną publicznością. Niestety dla kapeli nastąpiło po nim kolejne rozstanie się artystów. Lider zespołu uznał, że to koniec kapeli. Kolejne jego działania muzyczne nie były bezpośrednio związane z Rozbiesz Sie. Przykładowo zrealizował z Ramzesem (Ramzes & The Hooligans) kilka utworów muzycznych w ramach projektu, który nazwali The Urkers, czasem coś tworzył z Dygulem, a generalnie rozpoczął współpracę z Bulbulators jako perkusista. Natomiast a po odejściu z tego zespołu, w 2000 r. nagrał kilkanaście utworów z Hanią G. Również próba nagrania singla z 2002 r., którą podjęto w częściowo nowym, a częściowo starym składzie, z inicjatywy Marka Jurczenko ("Urko"), niestety nie udała się. Ostatnia próba zespołu miała miejsce na jesieni 2003 r. po czym działalność grupy została zakończona, choć w 2006 r. / 2007 r. dokonano ponownych nagrań dla części utworów na potrzeby planowanego wydawnictwa w zakresie gitar.
W 2008 r. dzięki wytwórni Olifant Records wydany został album kompilacyjny z nagraniami zespołu zebranymi z wielu lat jego działalności. Nagrania zawarte w tym wydawnictwie obejmują sesje nagraniowe z następujących lat: 1994 r. (Czeski Cieszyn, studio nagraniowe „Fors”), 1995 r. (Czeski Cieszyn, studio nagraniowe „Fors”), lata 1995-1996 (własne studio w domu), 1996 r. (nagrania z prób), 1997 r. (własne studio w domu), 2006 r. (własne studio w domu, nagrane od nowa partie gitarowe do niektórych utworów).
Jeszcze w grudniu 2010 r. rozpoczęła się kolejna próba reaktywacji kapeli podjęta przez Mirosława Pawła Bednorza, przy udziale między innymi muzyków zespołu Not For You, ale jego śmierć położyła kres tym działaniom.
Jeden z muzyków i założycieli zespołu Wojciech Stephan "Tik Tak" zmarł 12 kwietnia 2007 roku. W Czerwionce-Leszczynach organizowany jest cykliczny festiwal pod dewizą „Tik Tak Punk Rock Memoriał”. Początkowo był poświęcony właśnie jemu. Po tym jednak jak Mirosław Paweł Bednorz zmarł 6 / 7 marca 2011 r. koncerty są poświęcone także jemu. Ponieważ inicjatorem wydarzenia jest zespół Bulbulators i obaj muzycy byli członkami także tej formacji, to koncerty odbywają się z dedykacją dla pamięci zmarłych muzyków tego właśnie zespołu, choć obaj stanowili fundament zespołu Rozbiesz Sie.

## Nazwa zespołu
Nazwę własną zespołu – Rozbiesz Sie – wymyślił jego założyciel – Mirosław Paweł Bednorz. Zwrot ten zasłyszany został przez niego w filmie erotycznym zatytułowanym „Rasputin”. W jednej ze scen wyrażenie to pada wielokrotnie, tak że utkwiło ono w pamięci muzyka. Po podjęciu decyzji o założeniu kapeli w takcie poszukiwania dla niej nazwy artysta stwierdził, iż pamiętany zwrot będzie dobrą, wręcz najlepszą nazwą dla formacji. Niesie on bowiem erotyczne konotacje, ale o stosunkowo delikatnym charakterze i ma dość nowofalowy wydźwięk. Natomiast sugestię, aby pisać ją świadomie z błędami, rzucił inny ówczesny członek zespołu – Tik-Tak – a pomysł ten znalazł uznanie i w ten sposób powstała nazwa kapeli. 

## Skład
Członkowie zespołu z całego okresu istnienia i działalności grupy (imię/imiona i nazwisko, w nawiasie pseudonim artystyczny, ksywka) oraz funkcja w zespole i instrument muzyczny, na którym dany muzyk grał:
- Adam Pytel ("Adaś"): perkusista (perkusja)[15][20][21]
- Ania Żarówa: wokal – chórki[15][20]
- "Dalton": basista (gitara basowa)[12]
- Hania G: wokal[15][20]
- Jacek Krzyszczak ("Nynek"): perkusista (perkusja)[15][20][22]
- Krzysztof Granat ("Dygul"): wokal[15][20][23]
- Mirosław Paweł Bednorz ("Szpajza", "Sen Sitive Rat"): multiinstrumentalista – gitarzysta (gitara), wokalista, czasem także perkusista (perkusja), basista (gitara basowa) i inne[11][15][17][19][20][24]
- Robert Bornikowski ("Palant", "Robercik"): wokal[15][20][25]
- Wojciech Stefan / Stephan ("Tik-Tak"): basista (gitara basowa), wokal[15][17][18][20][26].

Pierwszy skład zespołu z 1994 r. wyglądał następująco: Mirosław Paweł Bednorz (gitara), Wojciech Stefan (gitara basowa), Adam Pytel (perkusja), Robert Bornikowski (wokal).

## Powiązania
Komentarze do twórczości zespołu i inne publikacje zwracają uwagę na fakt, że grupę w różnych okresach czasu współtworzyli muzycy, którzy uczestniczyli także w innych projektach muzycznych, z których niektóre uznawane są za ważne, tj. takie, które mocno odcisnęły piętno na polskiej scenie punk. Można tu przytoczyć następujące zespoły i powiązania personalne:
- Bulbulators: Adam Pytel[21][28], Jacek Krzyszczak[5][22][29], Mirosław Paweł Bednorz[2][11][12][17][19][30], Wojciech Stephan[2][17][18][31]
- Marass & Dygul: Krzysztof Granat[32], Robert Bornikowski[25][32]
- Oil Resistance: Dalton[12], Mirosław Paweł Bednorz[12][17]
- Polska: Mirosław Paweł Bednorz[9][30]
- Profanacja: Mirosław Paweł Bednorz[2][17][19][30]
- Ramzes & The Hooligans: Jacek Krzyszczak[22][29], Mirosław Paweł Bednorz[2][17][19][30], Wojciech Stephan[2][17][18][31]
- The Coiots: Mirosław Paweł Bednorz[2][17][19][30]
- The Partament: Robert Bornikowski[1]
- The Urkers: Mirosław Paweł Bednorz[5][30]
- Tife Tife: Mirosław Paweł Bednorz[2][17][19][30].

## Twórczość, autorstwo, covery
Twórczość i muzyka zespołu zaliczana jest do gatunku muzycznego jakim jest rock, w szczególności jednego z jego nurtów – punk rock. Styl tej twórczości sprawia, że w ramach punk rocka, postrzegana jest ona w znaczącym stopniu jako tak zwany punk '77.
Autorem dużej części teksów utworów z pierwszego albumu „Rozbiesz Sie” był Arek Bąk, muzyk, między innymi znany z zespołu Profanacja, który pisał je uwzględniając liczne pomysły Mirosława Paweła Bednorza.
W repertuarze zespołu znajdują się także własne aranżacje utworów innych wykonawców. Można tu wskazać między innymi takie covery jak „Masturbacja” formacji WC, „Chodzę chodzę” zespołu Tilt, „Krwawy dzień” i „Innocent” grupy Buzzcocks, „Błonolot Abarot” kapeli Po prostu.

## Dyskografia
Albumy muzyczne zespołu Rozbiesz Sie:
- „Rozbiesz Sie”: rok wydania – 1995 r.[a], wydawca – Szary Wilk (identyfikator albumu – 002), nośnik danych – jedna kaseta magnetofonowa, album studyjny[5][8][10]
- „1994-2007”: rok wydania – 2008 r., wydawca – Olifant Records (identyfikator albumu – Olifant Records 034), nośnik danych – jedna płyta kompaktowa, album kompilacyjny[6][7][14].

Składanki, kompilacje, w ramach których zamieszczono minimum jeden utwór muzyczny zespołu Rozbiesz Sie:
- „Muzyka ulicy muzyka dla mas vol. 1”: rok wydania – 2004 r., wydawca – Olifant Records (identyfikator wydania – 006), nośnik danych – jedna płyta kompaktowa, wydawnictwo w ramach serii albumów Muzyka ulicy muzyka dla mas, utwór numer 16 pod tytułem „Rozbiesz Się”[42][43][44].

## Opinie
Zespół Rozbiesz Sie określany bywa jako efemeryczna formacja, która mogłaby stać się ważnym punktem na mapie krajowej sceny punk rockowej i którego twórczość odcisnęłaby silne piętno na rodzimym punk rocku, gdyby nie opisane wyżej niekorzystne wydarzenia i zbiegi okoliczności. Doprowadziły one do tego, że w końcu zespół upadł pozostawiając jednak po sobie ciekawy dorobek, na który warto zwrócić uwagę i który ma swoje grono fanów. Opinie o tym dorobku są dość jednoznaczne – jest to po prostu dobry punk rock, mimo że prosty i dość typowy pod względem muzycznym, to również z pewnością taki, który przypada do gustu fanom starego punk rocka.
Sam lider zespołu i główny jego założyciel Mirosław Paweł Bednorz opisując historię wyraża w niej równocześnie wyraźne emocje związane z niepowodzeniem jakie go spotkało w budowaniu kapeli, na której bardzo mu zależało. W jego tekście można znaleźć nostalgię, smutek, rozgoryczenie z tego powodu. A ten emocjonalny sposób spoglądania na ten zespół przez tego artystę wynika z faktu, że był to w zasadzie jego autorski projekt muzyczny i jako taki jest właśnie w ten sposób postrzegany.
Powyższe sprawiło, że zespół pozostawał nieco zapomnianą kartą w historii polskiego punka, choć na szczęście sytuację tę zmieniła decyzja Bosego z Olifant Records o wydaniu albumu kompilacyjnego z 2008 r. „1994-2007” prezentującego podsumowanie jego dorobku. Prezentowane opinie o tej publikacji wskazują, że powinna to być obowiązkowa pozycja dla każdego miłośnika brzmień nurtu '77.